# Condado de Montrose
El condado de Montrose (en inglés: Montrose County), fundado en 1883, es uno de los 64 condados del estado estadounidense de Colorado. En el año 2000 tenía una población de 33 432 habitantes con una densidad poblacional de 6 personas por km². La sede del condado es Montrose.

## Geografía
Según la Oficina del Censo, el condado tiene un área total de 5808 km² (2242,5 mi²), de la cual 5803 km² (2240,5 mi²) es tierra y 5 km² (1,9 mi²) (0,09%) es agua.

### Condados adyacentes
- Condado de Mesa - norte
- Condado de Delta - noreste
- Condado de Gunnison - este
- Condado de Ouray - sureste
- Condado de San Miguel - sur
- Condado de San Juan - oeste

## Demografía
En el 2000 la renta per cápita promedia del condado era de $35, 234, y el ingreso promedio para una familia era de $40 849. En 2000 los hombres tenían un ingreso per cápita de $29 945 versus $21 423 para las mujeres. El ingreso per cápita para el condado era de $17, 158. Alrededor del 12,60% de la población estaba bajo el umbral de pobreza nacional.

## Ciudades y pueblos
- Bedrock
- Cimarron
- Maher
- Montrose
- Naturita
- Nucla
- Olathe
- Paradox
- Redvale
- Uravan